# Matsumura Sōkon
Matsumura Sōkon (松村 宗棍) là một trong những võ sư karate đầu tiên của đảo Okinawa. Năm sinh năm mất của ông có nhiều khác biệt tùy theo nguồn: 1809-1901 hoặc 1798–1890  hoặc 1809–1896 hoặc 1800–1892. Ông là một chiến binh nổi tiếng trong thời đại của ông; vệ sĩ cho ba vị vua của Vương quốc Lưu Cầu, còn được gọi là Miyamoto Musashi của Okinawa và được mệnh danh là "bushi" (chiến binh), bởi vua của mình. Sōkon thường được gọi là "người sáng lập" của Shuri-te.
Ông là người có ảnh hưởng trực tiếp đến phong cách karate của một số vị võ sư karate như Anko Itosu, Funakoshi Gichin,...

## Tiểu sử
Matsumura Sōkon sinh ra ở làng Yamagawa, Shuri, Okinawa. Matsumura bắt đầu nghiên cứu về karate dưới sự hướng dẫn của Sakukawa Kanga.  Sakukawa là một ông già vào thời điểm đó và miễn cưỡng dạy cho cậu bé Matsumura, người được coi là một kẻ gây rối. Tuy nhiên, Sakukawa đã hứa với Kaiyo Sōfuku, cha của Matsumura Sōkon, rằng ông sẽ dạy cậu bé, và do đó, ông đã làm. Matsumura đã dành năm năm học dưới Sakukawa. Khi còn trẻ, Matsumura đã nổi danh là một chuyên gia về võ thuật.

## Giai đoạn phục vụ hoàng gia vương quốc Lưu Cầu
Matsumura được tuyển dụng vào sự phục vụ của gia đình Shō, gia đình hoàng gia của Vương quốc Lưu Cầu vào năm 1836 và nhận được danh hiệu Shikudon (cũng là Chikudun Pechin), một cấp bậc hiền lành. Ông bắt đầu sự nghiệp của mình bằng cách phục vụ vị vua thứ hai của triều đại Shō thứ hai của Ryūkyū, Vua Shō Kō. Năm 1838, ông kết hôn với Yonamine Chiru, một chuyên gia võ thuật. Cuối cùng, Matsumura trở thành huấn luyện viên võ thuật chính và vệ sĩ cho Vua Okinawa Shō Kō. Sau đó, ông phục vụ trong khả năng này cho hai vị vua cuối cùng của Okinawa là Shō Iku và Shō Tai. Matsumura thay mặt chính phủ hoàng gia tới Fuzhou và Satsuma.  Ông học Chuan Faở Trung Quốc cũng như các môn võ thuật khác và mang những gì anh học được về Okinawa.

## Một bậc thầy về Jigen-ryū
Ông là người đầu tiên đưa các nguyên tắc của trường kiếm thuật của Satsuma, Jigen-ryū, vào Ryūkyū kobujutsu (võ thuật truyền thống Ryūkyūan) và ông được cho là người đã tạo ra nền tảng cho bōjutsu của Tsuken. Anh ta truyền lại Jigen-ryū cho một số học sinh của mình, bao gồm Ankō Azato và Itarashiki Chochu. Truyền thống Tsuken Bō được hoàn thiện bởi Tsuken Seisoku Ueekata của Shuri.

## Kata Karate
Sōkon được cho là người có đóng góp cho phong cách Shorin-ryū Kempo-karate kata bao gồm naifanchi I & II, passai, seisan, chintō, gojūshiho, kūsankū và hakutsuru. Các kata hakutsuru chứa các yếu tố của Bạch Hạc Quyền hệ thống dạy trong Thiếu Lâm hệ thống được tạo bởi Fang Qiniang sau khi tiêu diệt băng đảng đã giết cha cô Fang Zhonggong (Fang Shiyu). Lin Shixian là một bậc thầy của hạc đen và quyền anh mười tám nắm đấm. Một trong những bậc thầy của ông là Fang Zhonggong. Anh ta giúp huấn luyện Fang Quinang đánh bại băng đảng giết cha cô. Kwan Pang Yuiba (1828-1912) trở thành bậc thầy của Thiếu Lâm trắng trong đền thờ và thay thế Hạc đen vào năm 1837 theo phong cách chính thức của Temple Crane, ông là học sinh đầu tiên của Fāng Qīniáng.

## Giáo lí của Bushi Matsumura
Matsumura được nhà vua Okinawa ban tặng danh hiệu "bushi" có nghĩa là "chiến binh" để công nhận khả năng và thành tích của ông trong võ thuật. Được mô tả bởi Gichin Funakoshi là một giáo viên với sự hiện diện đáng sợ, Matsumura không bao giờ bị đánh bại trong một cuộc đấu tay đôi, mặc dù ông ta đã chiến đấu với nhiều người. Cao, gầy và sở hữu một đôi mắt bất thường, Matsumura được học sinh Ankō Itosu mô tả là nhanh nhẹn và mạnh mẽ. Những nỗ lực võ thuật của anh ấy đã là tiền thân của nhiều phong cách karate đương đại: Shōrin-ryū, Shotokan, Shitō-ryū,... Cuối cùng, tất cả các phong cách karate hiện đại phát triển từ Shuri-te, có thể được truy nguyên từ những lời dạy của Bushi Matsumura. Đáng chú ý, cháu trai của ông là bậc thầy Tōde hiện đại, Tsuyoshi Chitose, người đã hỗ trợ Gichin Funakoshi trong buổi giới thiệu và giảng dạy karate sớm ở Nhật Bản và người sáng lập ra phong cách Chitō-ryū (唐 流?).